# Børnetoget i Trondhjem
Børnetoget i Trondhjem er en dokumentarfilm fra 1906 instrueret af Peter Elfelt.